# Panembong
Panembong is een bestuurslaag in het regentschap Garut van de provincie West-Java, Indonesië. Panembong telt 6360 inwoners (volkstelling 2010).